# 六條町
六條町（ろくじょうちょう）は、愛知県弥富市の地名。

## 地理
旧十四山村および旧弥富町の大字六條新田に相当する。旧十四山村西端部に位置し、大字鍋平を挟んで二分されていた。旧弥富町大字六條新田は町の東端部にあたり、池・用水池であった。

### 字一覧
字が以下の通り所在する。
- 大崎（おおさき）[WEB 5]
- 大山（おおやま）[WEB 5]
- 芝切（しばきり）[WEB 5]
- 中切（なかぎり）[WEB 5]

## 歴史

### 人口の変遷
国勢調査による人口および世帯数の推移。
| 1995年（平成7年）  | 125世帯 504人 |  |  |
| 2000年（平成12年） | 125世帯 500人 |  |  |
| 2005年（平成17年） | 142世帯 529人 |  |  |
| 2010年（平成22年） | 100世帯 443人 |  |  |
| 2015年（平成27年） | 117世帯 440人 |  |  |

### 沿革
- 1889年（明治22年） - 十四山村大字六條新田となる[3]。
- 1956年（昭和31年） - 十四山村大字六條新田のうち、一部が弥富町に編入され、弥富町大字六條新田となる[3]。
- 1966年（昭和41年） - 西部児童公園設置[3]。
- 1971年（昭和46年） - 十四山村大字六條新田の一部が弥富町大字六條新田に編入される[3]。
- 1972年（昭和47年） - 坂中地より十四山西部小学校が移転[3]。
- 1979年（昭和54年） - 十四山村大字六條新田の一部が同村大字五斗山に編入される[3]。
- 1980年（昭和55年） - 弥富町大字六條新田の一部が鎌倉に編入され、また鎌倉新田の一部を編入[3]。
- 1981年（昭和56年） - 木曽川総合用水完成[3]。
- 1984年（昭和59年） - 十四山村大字六條新田の一部が大字鍋平に編入される[3]。
- 2006年（平成18年）4月1日 - 合併に伴い、海部郡十四山村大字六條新田が弥富市六條町となる[WEB 10]。また、六條新田字三百島については、三百島一丁目として独立[WEB 10]。

## 施設
- 愛知県立海翔高等学校
- 弥富市立十四山西部小学校
- 十四山西公園
- 津島神社
- 一宮運輸物流センター名古屋

### WEB
1. ↑  “愛知県弥富市の町丁・字一覧”.   人口統計ラボ. 2022年12月12日閲覧。
2. 1 2  総務省統計局 (2017年1月27日). “平成27年国勢調査の調査結果(e-Stat) - 男女別人口及び世帯数 －町丁・字等” (CSV). 2021年7月21日閲覧。
3. ↑  “愛知県弥富市の郵便番号一覧”.   日本郵便. 2022年12月12日閲覧。
4. ↑  “市外局番の一覧” (PDF).   総務省 (2022年3月1日). 2022年3月22日閲覧。
5. 1 2 3 4  “愛知県弥富市六條町の住所一覧”. いつもNAVI.   ゼンリン. 2022年12月13日閲覧。
6. ↑  総務省統計局 (2014年3月28日). “平成7年国勢調査の調査結果(e-Stat) - 男女別人口及び世帯数 －町丁・字等” (CSV). 2021年7月20日閲覧。
7. ↑  総務省統計局 (2014年5月30日). “平成12年国勢調査の調査結果(e-Stat) - 男女別人口及び世帯数 －町丁・字等” (CSV). 2021年7月20日閲覧。
8. ↑  総務省統計局 (2014年6月27日). “平成17年国勢調査の調査結果(e-Stat) - 男女別人口及び世帯数 －町丁・字等” (CSV). 2021年7月21日閲覧。
9. ↑  総務省統計局 (2012年1月20日). “平成22年国勢調査の調査結果(e-Stat) - 男女別人口及び世帯数 －町丁・字等” (CSV). 2021年7月21日閲覧。
10. 1 2  弥富市役所 総務部 総務課 行政グループ (2015年2月19日). “弥富市住所一覧  旧十四山村” (pdf).   弥富市. 2022年12月13日閲覧。

### 書籍
1. ↑  「角川日本地名大辞典」編纂委員会 1989, p. 1881.
2. ↑  「角川日本地名大辞典」編纂委員会 1989, p. 1901.
3. 1 2 3 4 5 6 7 8 9  「角川日本地名大辞典」編纂委員会 1989, p. 1415.